# Snowberger
 Snowberger  va ser un constructor estatunidenc de cotxes de competició que va arribar a disputar curses a la Fórmula 1.
Snowberger va competir al campionat del món de la Fórmula 1 a una sola temporada, la de l'any 1950.
Va disputar només la cursa del Gran Premi d'Indianapolis 500, no competint a cap més prova del campionat del món de la F1.

## Resultats a la F1
| Temporada | Pilot          | G. Sortida | Classificació | Punts | Retirada    | Resultats |
| --------- | -------------- | ---------- | ------------- | ----- | ----------- | --------- |
| 1950      | Bill Schindler | 22         | Ret           |       | Transmissió | Resultats |

## Palmarès a la F1
- Curses: 1
- Victòries: 0
- Podiums: 0
- Punts: 0